# District de Bá Thước
Ba Thuoc est un district de la province de Thanh Hóa dans la côte centrale du Nord au Viêt Nam. 

## Présentation
Le district a une superficie de 777 km². La capitale du district est Cành Nàng.